# Ostrava-Vítkovice (nádraží)
Ostrava-Vítkovice je železniční stanice na adrese U Nádraží 27/1 nacházející se ve Vítkovicích, jedné z ostravských městských částí. Stanice leží na tzv. Polanecké spojce, která je součástí trati z Ostravy-Svinova do Českého Těšína. Ve stanici odbočuje vlečka do Vítkovických železáren.

## Historie
Stanice byla vybudována v rámci stavby tzv. Polanecké spojky, která propojila výhybnu Polanka nad Odrou a stanici Ostrava-Poruba se stanicí Ostrava-Kunčice. Výstavba spojky zahrnující stanici Ostrava-Vítkovice byla zahájena 1. února 1962 a zprovozněna byla v roce 1964. Výpravní budova v bruselském stylu byla postavena podle projektu architekta Josefa Dandy. V prvních desetiletích provozu bylo nádraží významným dopravním uzlem, který denně využívaly tisíce lidí. Od 90. let 20. století však význam stanice postupně upadal, zejména v souvislosti s převedením veškeré dálkové dopravy přes Ostravu-Svinov a Ostravu hlavní nádraží. S klesajícím počtem cestujících upadalo i celkové využití a technický stav výpravní budovy a její vlastník - České dráhy - pro ni začal hledat nové využití. V roce 2012 České dráhy avizovaly, že mají vážného zájemce o koupi nádražní budovy a budoucí vlastník ji hodlá přestavět na obchodní centrum. Současně se jednalo o zapsání budovy jako kulturní památky, což by ovšem její přestavbu znemožnilo.
Výpravní budova železniční stanice Ostrava-Vítkovice, která je označována za cenný příklad bruselského stylu v české architektuře 60. let 20. století, byla vyhlášena kulturní památkou 22. dubna 2020. Správa železnic ještě před tímto vyhlášením připravila v režimu předběžné památkové ochrany projekt celkové rekonstrukce budovy. Náklady na rekonstrukci s plánovaným zahájením v roce 2021 byly odhadnuty na 330 miliónů korun. Rekonstrukce budovy byla zahájena v roce 2024.

## Služby ve stanici
V železniční stanici jsou cestujícím poskytovány tyto služby: vnitrostátní pokladní přepážka (ČD), prostory pro cestující, bariérové WC, prodejna potravin, veřejné parkoviště, výdej Inkaret (ČD). Je možno platit kartou i Eurem.
V minulosti se ve stanici nacházel také automat na jízdenky (MHD), trafika, prodejna pečiva, květinářství,  restaurace, mezinárodní pokladní přepážka (ČD), zavazadlové tranzito (ČD).

## Současný provoz osobní dopravy
Vlaky ČD jsou integrovány v systému ODIS jako linka S9. Vlaky jezdí v cca 30 minutovém intervalu.

## Fotogalerie

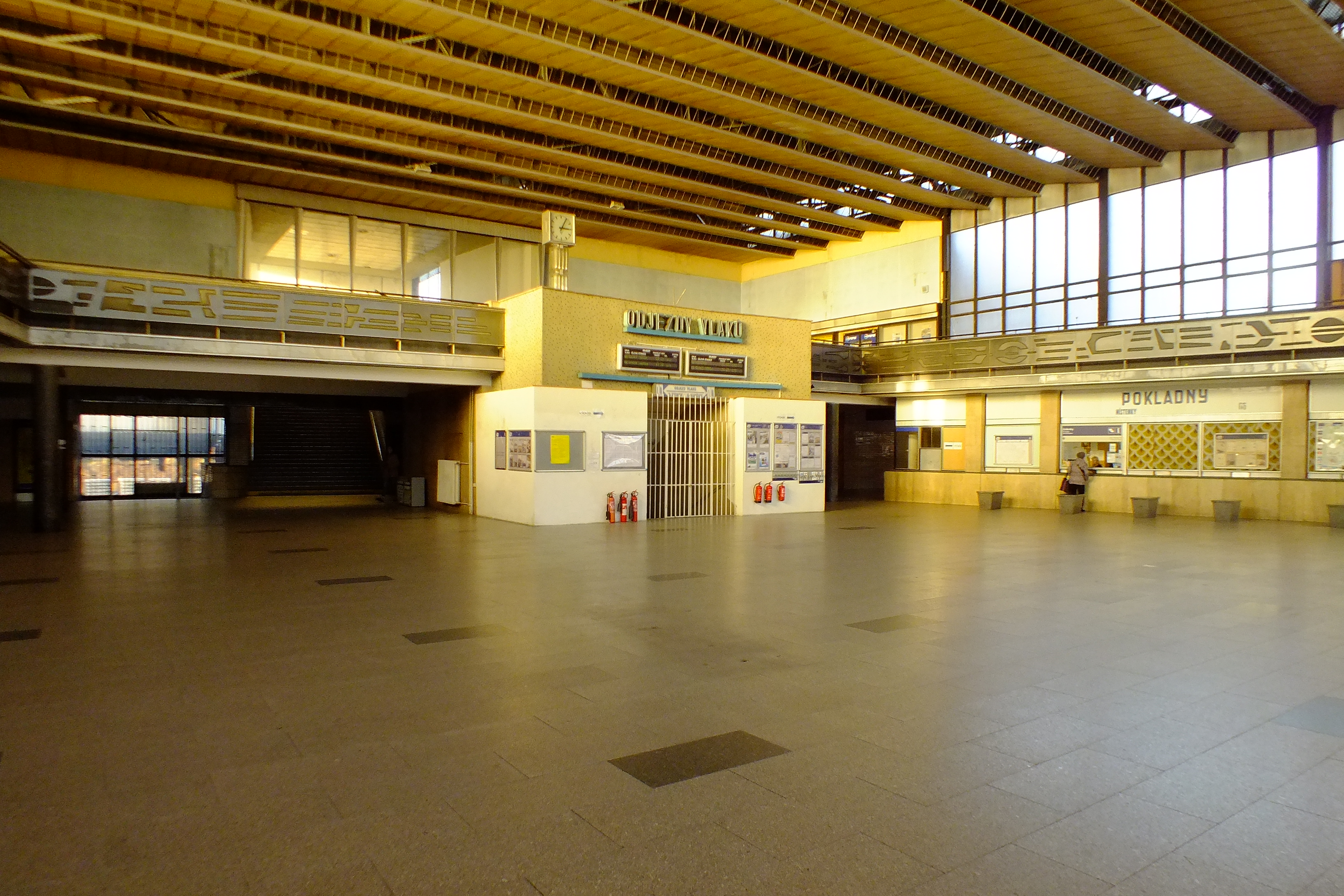
Staniční vestibul
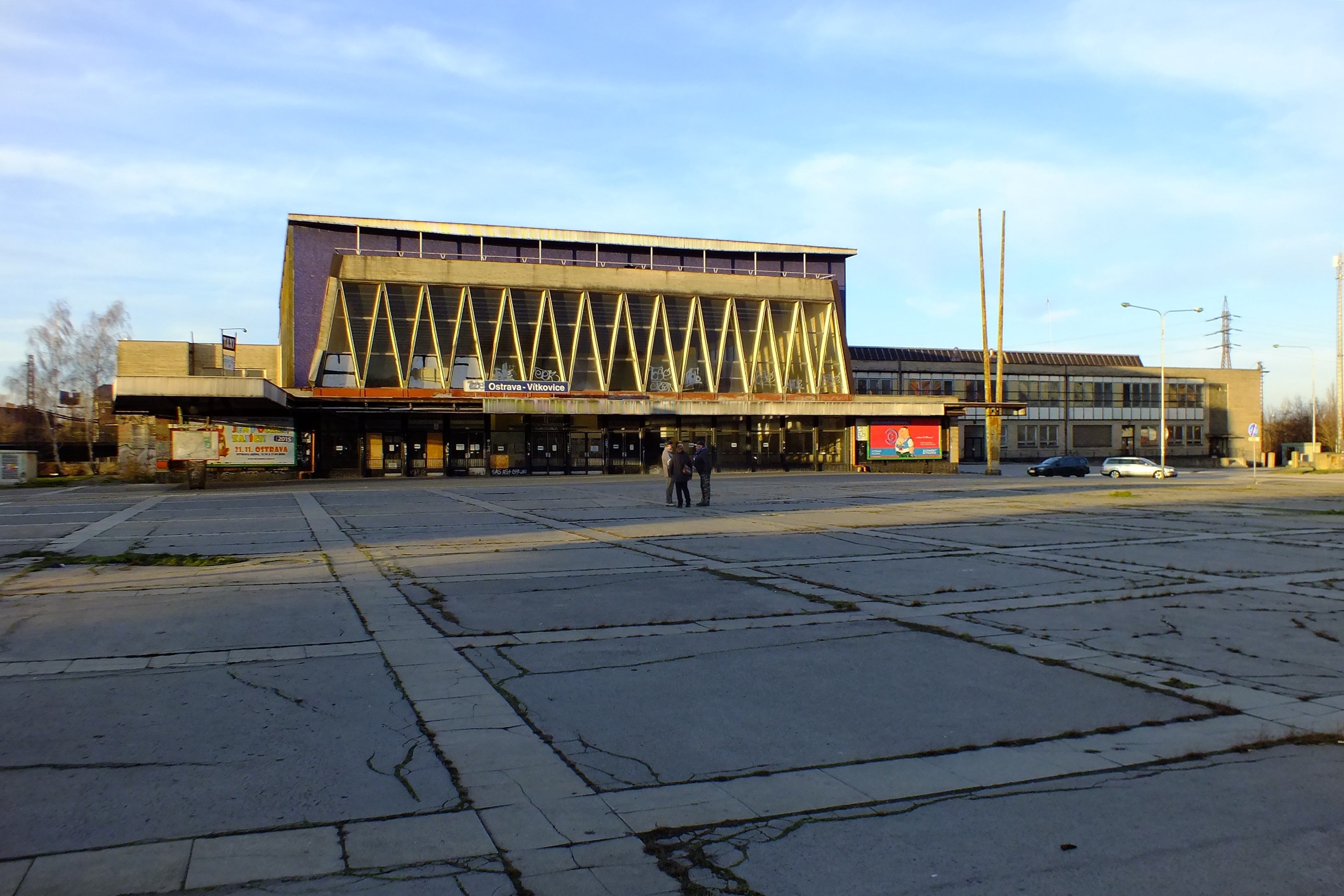
Nádražní budova od ulice